# Мгебров, Александр Авельевич
Александр Авельевич Мгебров (Мгебришвили)  (2 (14) марта 1884, Российская империя — 11 июня 1966, Ленинград) — советский театральный режиссёр и актёр. Его младший брат — известный изобретатель и конструктор оружия и бронетехники Владимир Авельевич Мгебров.

## Биография
Родился 2 (14) марта 1884 года в семье военного. Его отец — Авель (Авессалом) Иванович Мгебров (Мгебришвили) (1845 — после 1921) — потомственный военный грузинского происхождения, генерал-лейтенант; занимал пост начальника отделения в управлении Военных сообщений при Военном Министерстве, а затем — генерала для особых поручений при Главном Военно-Техническом Управлении (ГВТУ) Российской Императорской армии.
В 1895—1902 годах воспитывался в 3-м Московском кадетском корпусе. С 1902 по 1904 год учился в Михайловском артиллерийском училище в Санкт-Петербурге, из которого был выпущен подпоручиком. В это время сблизился с революционно настроенной студенческой молодёжью. Посещал собрания петербургских рабочих. Во время волнений 9 января 1905 года участвовал в строительстве и защите баррикад. Был отправлен на Кавказ. Но и там вёл революционную деятельность среди солдат во время прохождения службы в Тифлисе и Батуми.
Вышел в отставку по состоянию здоровья и уехал в Норвегию для лечения. От революционной деятельности перешёл к театральной. В 1906 году начал работать в гастрольной труппе известного актёра Павла Николаевича Орленева, который стал его наставником и учителем.
В 1907 году Мгебров вернулся в Россию и поступил на драматические курсы Рапгофа. С 1907 года — актёр МХТ, а в 1908—1910 годах — Театра Комиссаржевской. Летом 1910 года приехал в Подмосковье и в Остряково стал руководить самодеятельным крестьянским театром П. Н. Орленева.
В 1910−1912 годах работал в Петербургском Старинном театре Евреинова. В этот период познакомился и женился на Виктории Владимировне Чекан (1888—1974). В феврале 1912 года Окружной суд по продолжающемуся политическому процессу решил поместить его в психиатрическую лечебницу на Пряжке, в буйное отделение. В 1913 году он был осуждён и выслан из Санкт-Петербурга. Вместе с женой уехал в Териоки (Великое княжество Финляндское), где у Мгебровых родился сын Иван. В Териоки Мгебров работал директором местного театра.
С началом Первой мировой войны вернулся в Россию, чтобы добровольцем уехать на фронт. Участвовал в боевых действиях, был контужен. 
В 1916 году, ведомый идеями Орленева о создании народного театра, Мгебров стал руководителем рабочего театра Балтийского завода в Петрограде.
В 1918 году совместно с руководителем Пролеткульта П. К. Бессалько организовал театр «Художественная арена Петропролеткульта», впоследствии — Рабочий революционный героический театр.
С 1920 года работал под руководством Мейерхольда в Первом Театре РСФСР.
В начале 1920-х годов совместно с женой открыли у себя дома на улице Караванной, 14 «Литературный салон». У супругов рождается дочь Виктория, впоследствии актриса Александринского театра и педагог по сценической речи ЛГИК имени Н. Крупской.
В 1922—1924, 1930—1931 и 1939—1956 годах А. А. Мгебров — актёр Ленинградского театра драмы имени А. Пушкина.
В 1924—1935 годах совместно с женой Викторией руководил организованной супругами «Мастерской по изучению Островского и Шекспира».
С 1963 года работал в народных театрах.
Умер 11 июня 1966 года, похоронен в Ленинграде на Серафимовском кладбище.

## Творчество

### Роли в кино
- 1923 — «Торговый дом „Антанта и К“» (короткометражный) — Колчак
- 1928 — «Хабу» — Лейзеров, инструктор исполкома
- 1936 — «Юность поэта» − Гаврила Романович Державин
- 1944, 1945 — «Иван Грозный» — Пимен, архиепископ Новгородский
- 1955 — «Костер бессмертия» — капитан Пифагетта